# Thraupis episcopus
La tangara azuleja (en Costa Rica, Panamá y Perú) (Thraupis episcopus) también denominada tángara azulada (en Nicaragua), azulejo de jardín (en Venezuela), azulejo común (en Colombia), tangara azulgrís (en México), simplemente azulejo (en Honduras y Ecuador), viudita (en Costa Rica), sui sui o suy suy (en la Amazonía peruana), es una especie de ave paseriforme de la familia Thraupidae, perteneciente al  género Thraupis. Es nativa de México, América Central y del centro norte de América del Sur. 

## Distribución y hábitat
Se distribuye desde el este de México (San Luis Potosí) hacia el sur, por Guatemala, Belice, El Salvador, Honduras, Nicaragua, Costa Rica, Panamá, Colombia, hacia el este por Venezuela, Trinidad y Tobago, Guyana, Surinam y Guayana Francesa, hacia el sur por la pendiente de la costa del Pacífico de los Andes hasta el norte de Perú y por la pendiente oriental, por Ecuador, Perú, hasta el noroeste de Bolivia y el norte de Brasil, en toda la cuenca Amazónica (al este hasta Piauí y al sur hasta Mato Grosso).
Esta especie, ampliamente diseminada, es generalmente común en áreas semiabiertas y urbanizadas, y en una variedad de hábitats forestales, tanto de regiones húmedas como áridas, principalmente por debajo de los 1500 m de altitud, en pequeño número hasta los 2000 m. Si bien en Perú es una especie propia de la Amazonia, recientemente se han encontrado ejemplares en Lima, donde se han adaptado muy bien sin intervención humana aparente.[cita requerida]
Debido a su amplia distribución y a la densidad relativamente alta de su población, la tangara azuleja es considerada como una bajo preocupación menor por la Unión Internacional para la Conservación de la Naturaleza (IUCN).

## Descripción
Mide 18 cm de longitud y pesa en promedio 35 g. Los adultos tienen la cabeza y las partes inferiores del cuerpo color gris azulado claro, las partes dorsales son azules oscuras, con verde azul brillante en las alas y la cola, y los hombros con diferentes matices de azul. El pico es corto y grueso. Los dos sexos son similares, pero los inmaduros son de plumaje de color más deslavado. Se reconocen numerosas subespecies, de acuerdo a las variaciones en el matiz de azul en el hombro con respecto al resto del plumaje; pueden ser grisáceos, verdosos o azul púrpura con hombros color lavanda, azul oscuro o blanquecino.

## Comportamiento

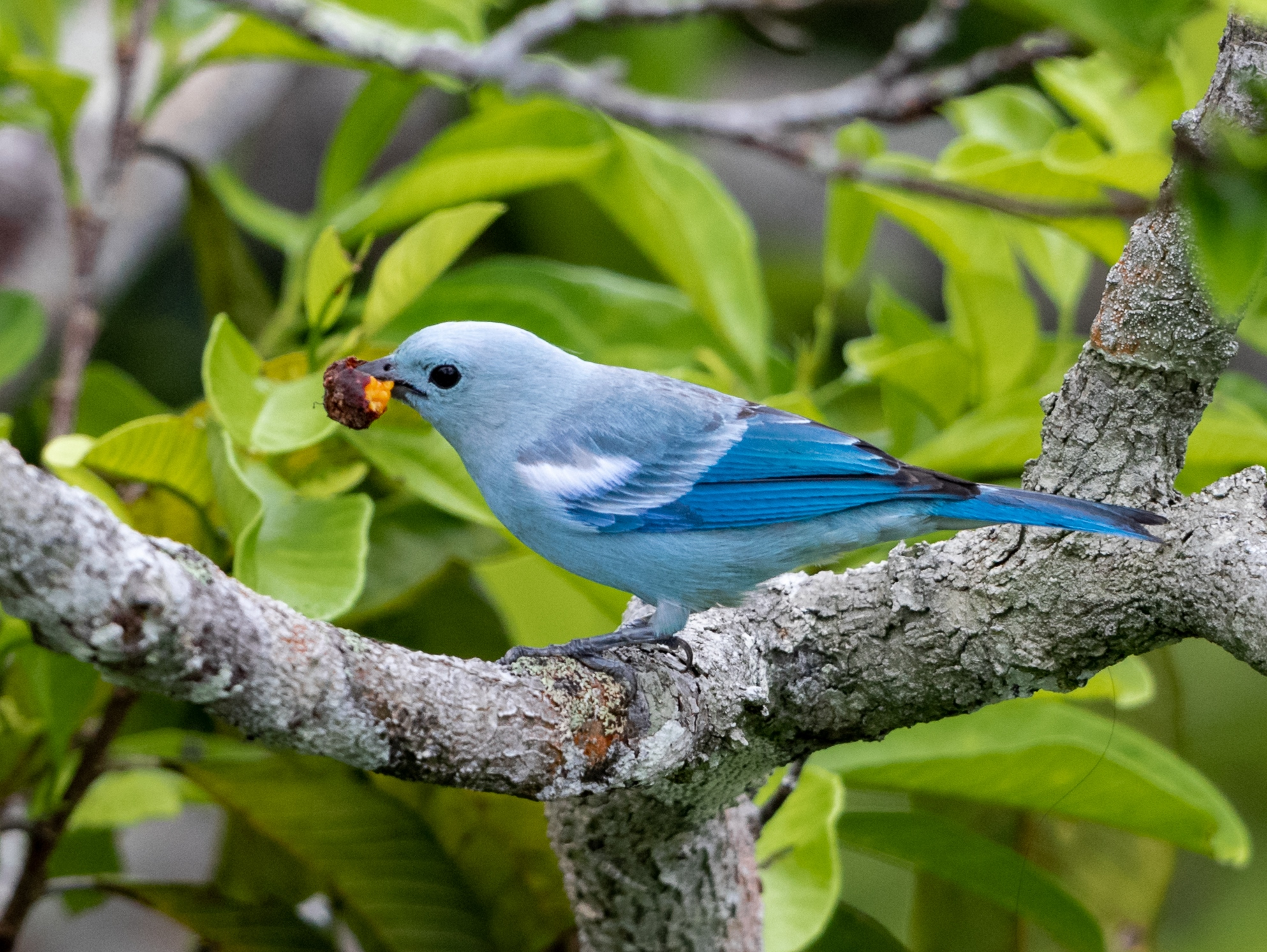
Ejemplar de la subespecie coelestis alimentándose de frutos en el dosel de la selva en Manaus, Amazonas, Brasil.

Es una especie común, muy activa y relativamente confiada. Generalmente anda en parejas, pero también llega a formar grupos no muy numerosos. Se acerca a zonas habitadas por humanos, alimentándose de algunos frutos cultivados. Algunos grupos pequeños saben forrajear en el dosel de selvas de terra firme. Frecuentemente acompaña bandadas mixtas.

### Alimentación
Su dieta consiste principalmente de frutos, pero también de néctar e insectos.

### Reproducción

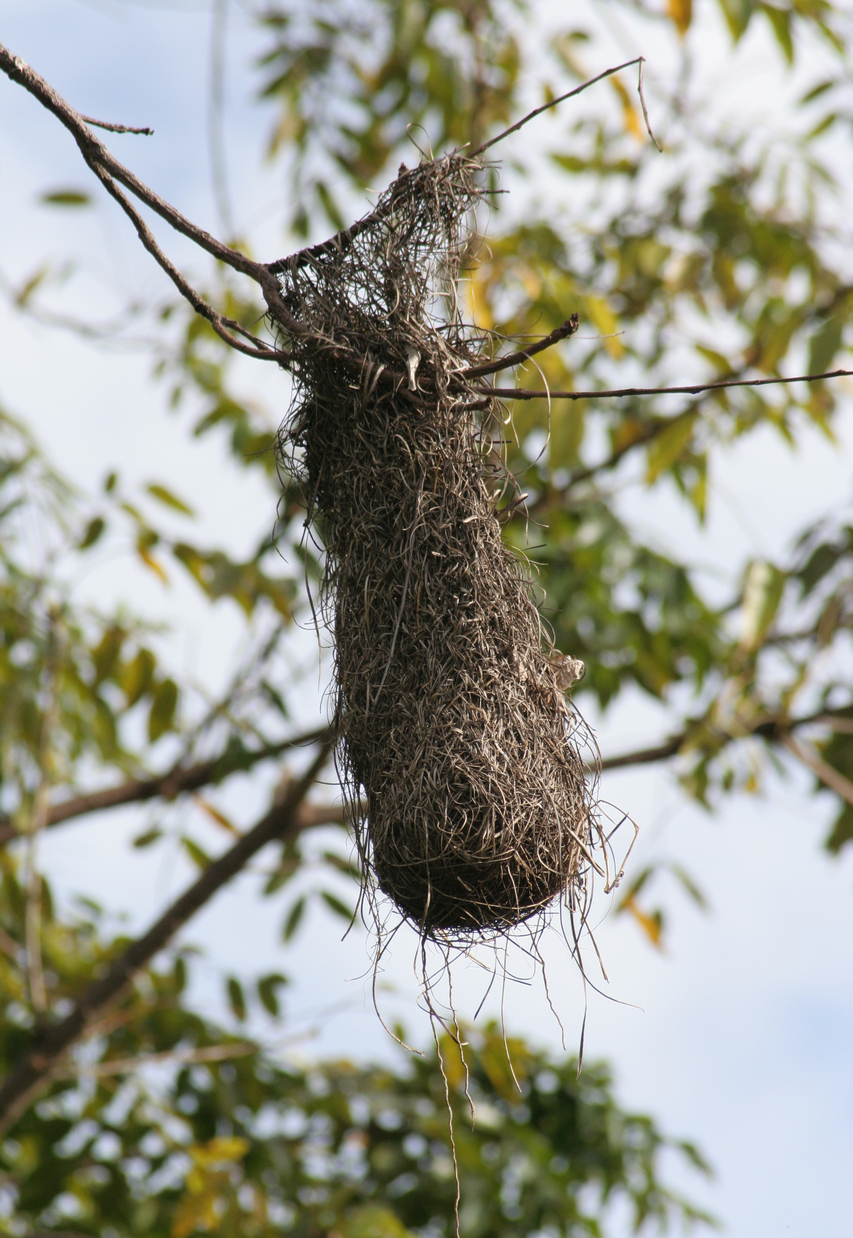
Nido en el distrito de Commewijne, Surinam.

La hembra pone de uno a tres huevos que varían entre blanquecinos y grises, con manchas oscuras, en un nido en forma de cuenco profundo. Este se construye en la coyuntura de las ramas de árboles altos, o bien en huecos en edificios. La hembra incuba los huevos durante 14 días, y cría a los polluelos por otros 17. Los nidos pueden ser parasitados por tordos del género Molothrus.

### Vocalización
El canto es débil y chirriante, mezclado con notas de llamado «chuip» y «chooochiii».

## Sistemática

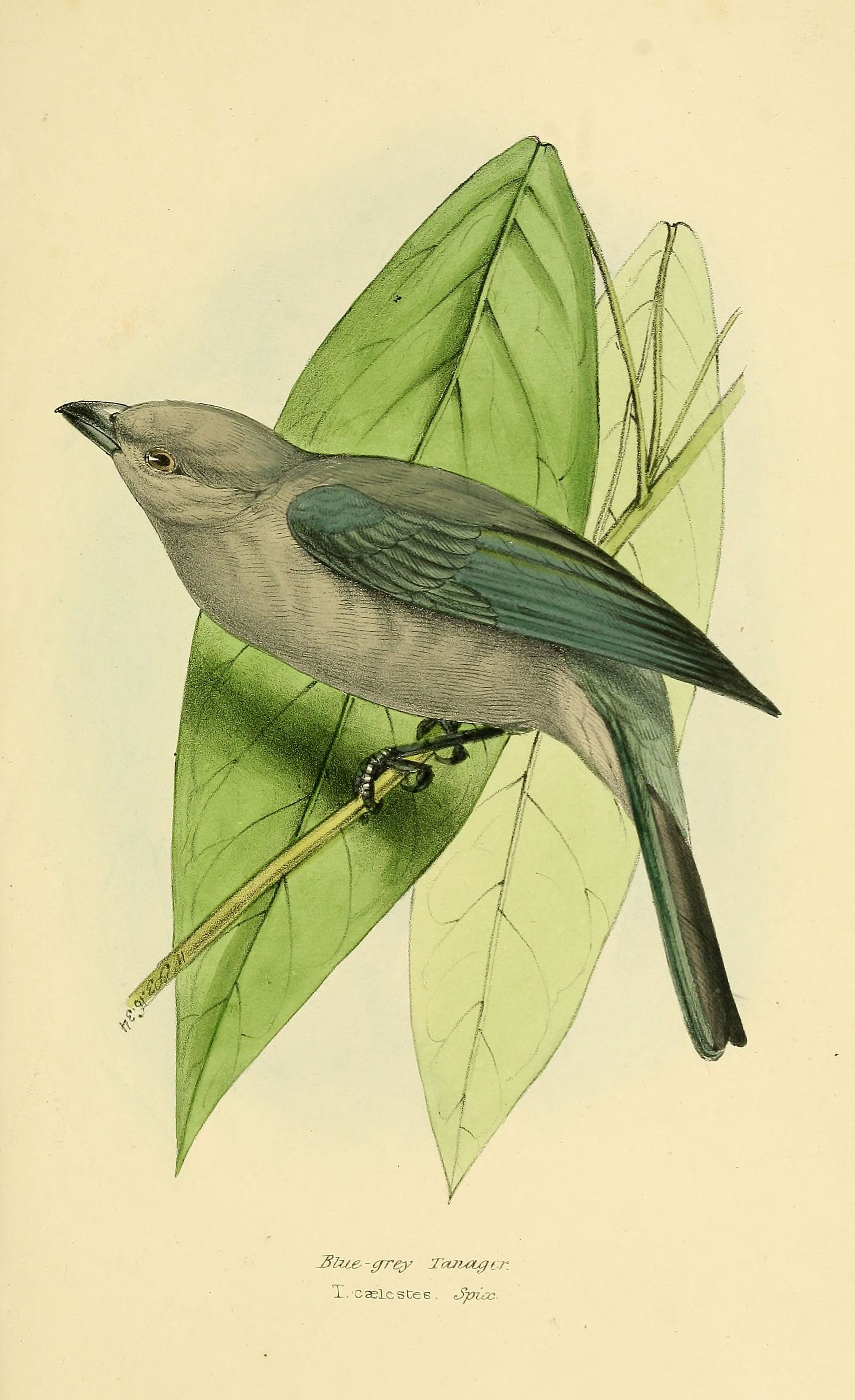
Thraupis episcopus coelestis, ilustración de Swainson en A selection of the birds of Brazil and Mexico, 1841.

### Descripción original
En 1760, el zoólogo francés Mathurin Jacques Brisson incluyó una descripción de esta especie en su publicación Ornitología basada en un espécimen recolectado en Brasil. Utilizó el nombre francés L'evesque combinado al nombre en latín Episcopus avis. Aunque Brisson acuñó nombres en latín, éstos no se ajustan al sistema binomial actual y no son reconocidos por la Comisión Internacional de Nomenclatura Zoológica. En 1766 el naturalista sueco Carlos Linneo actualizó su Systema Naturae para la duodécima edición y añadió 240 especies que habían sido previamente descritas por Brisson en su Ornithologie. Una de esas especies era la tangara azuleja. Linneo incluyó una descripción concisa de la especie, acuñó el nombre binomial Tanagra episcopus y citó parte del trabajo de Brisson. La localidad tipo probable es: «Cayena, Guayana Francesa».
El género actual Thraupis fue introducido por el naturalista alemán Friedrich Boie en 1826.

### Etimología
El nombre genérico femenino Thraupis proviene de la palabra griega «θραυπίς thraupis»: pequeño pájaro desconocido mencionado por Aristóteles, tal vez algún tipo de pinzón (en ornitología thraupis significa «tangara»); y el nombre de la especie «episcopus» del latín tardío y significa  «obispo, episcopal», en una referencia general a plumajes azul o púrpura.

### Taxonomía
Los amplios estudios filogenéticos recientes demuestran que la presente especie es hermana de Thraupis sayaca, y el par formado por ambas es hermano del resto de las especies de Thraupis.
Algunas clasificaciones como Aves del Mundo (HBW), Birdlife International (BLI) y el Comité Brasileño de Registros Ornitológicos (CBRO) colocan a la presente especie en el género Tangara, como Tangara episcopus.

### Subespecies
Según las clasificaciones del Congreso Ornitológico Internacional (IOC) y Clements Checklist/eBird v.2019 se reconocen trece o catorce subespecies, con su correspondiente distribución geográfica:
- Grupo politípico cana:
  - Thraupis episcopus cana (Swainson), 1834 – del sureste de México al norte de Venezuela; isla Pearl, Panamá.
  - Thraupis episcopus caesitia Wetmore, 1959 – costa caribeña del oeste de Panamá (Escudo de Veraguas).
  - Thraupis episcopus cumatilis Wetmore, 1957 – isla Coiba (litoral del Pacífico de Panamá).
  - Thraupis episcopus nesophila Riley, 1912 – del extremo este de Colombia al este de Venezuela, Trinidad.
  - Thraupis episcopus berlepschi (Dalmas), 1900 – Tobago.
  - Thraupis episcopus quaesita Bangs & Noble, 1918 – pendiente del Pacífico del suroeste de Colombia, oeste de Ecuador y noroeste de Perú.

- Grupo politípico episcopus:
  - Thraupis episcopus leucoptera (P.L. Sclater), 1886 –  pendiente oriental de los Andes orientales del centro de Colombia.
  - Thraupis episcopus mediana J.T. Zimmer, 1944 – sureste de Colombia al norte de Bolivia y noroeste de Brasil.
  - Thraupis episcopus coelestis (Spix), 1825 – sureste tropical de Colombia al centro de Perú y oeste de la Amazonia brasileña.
  - Thraupis episcopus episcopus (Linnaeus), 1766 – las Guayanas y norte de Brasil.
  - Thraupis episcopus ehrenreichi (Reichenow), 1915 – río Purus, noroeste de Brasil.[15] Esta subespecie no es listada por Clements.[16]
  - Thraupis episcopus caerulea J.T. Zimmer, 1929 – sureste de Ecuador y norte de Perú (al sur hasta  Huánuco).
  - Thraupis episcopus major (Berlepsch & Stolzmann), 1896 – centro de Perú (valle de Chanchamayo en Junín)
  - Thraupis episcopus urubambae J.T. Zimmer, 1944 – sureste de Perú (valle del Urubamba y cuenca amazónica.

Las catorce subespecies reconocidas en la presente especie difieren según el tono exacto de azul de la mancha del hombro en comparación con el resto del plumaje. Pueden ser grisáceas, verdosas o azul violáceo, con una mancha en el hombro de color lavanda, azul oscuro o bien blanquecino. Por ejemplo, la subespecie berlepschi (endémica de Tobago ) es de un azul más brillante y oscuro en la rabadilla y el hombro; la subespecie neosophilus cuenta con una mancha violeta en el hombro y se encuentra en el norte de Venezuela, Trinidad, el este de Colombia y el extremo norte de Brasil; por su parte mediana de la cuenca sur del Amazonas tiene una mancha blanca en el ala; y cana en el norte de la Amazonia tiene hombros azules.